# Бломквист, Брюнольф
Йо́хан Брюнольф Бло́мквист (Ю́хан Брюнольф Блу́мквист, швед. Johan Brynolf Blomqvist; 4 марта 1855, Свеаборг, Нюландская губерния — 31 января 1921, Виипури) — финский архитектор шведского происхождения, представитель эклектического направления (главным образом, стиля неоренессанс).

## Биография
В 1878 году окончил архитектурное отделение Политехнического училища в Гельсингфорсе. В студенческие годы подрабатывал учителем пения, сам пел в театре. По окончании института работал в архитектурном бюро Франса Шёстрёма и Теодора Хойера, проектировал дома в Гельсингфорсе. Совершенствовал архитектурное мастерство в качестве стипендиата бюро в поездках по Италии, Швейцарии, Франции, Германии, Скандинавии.
С 1887 по 1912 год, занимая должность Выборгского городского архитектора, выполнил около ста проектов: зданий общественного назначения (в том числе школы, ресторана, пожарного депо, полицейского отделения), а также доходных домов и предприятий. Важное значение имела перестройка здания городской ратуши с целью приспособления под музей. Благодаря деятельности Бломквиста, в стилистическом отношении предпочитавшего неоренессанс, облик Старого города на рубеже XIX—XX веков полностью преобразился, однако многие из его зданий и сооружений впоследствии по причине войн были утрачены или перестроены.
Был одним из основателей Выборгской школы искусств, в которой работал преподавателем. На посту городского архитектора его сменил П. Уотила.

## Изображения

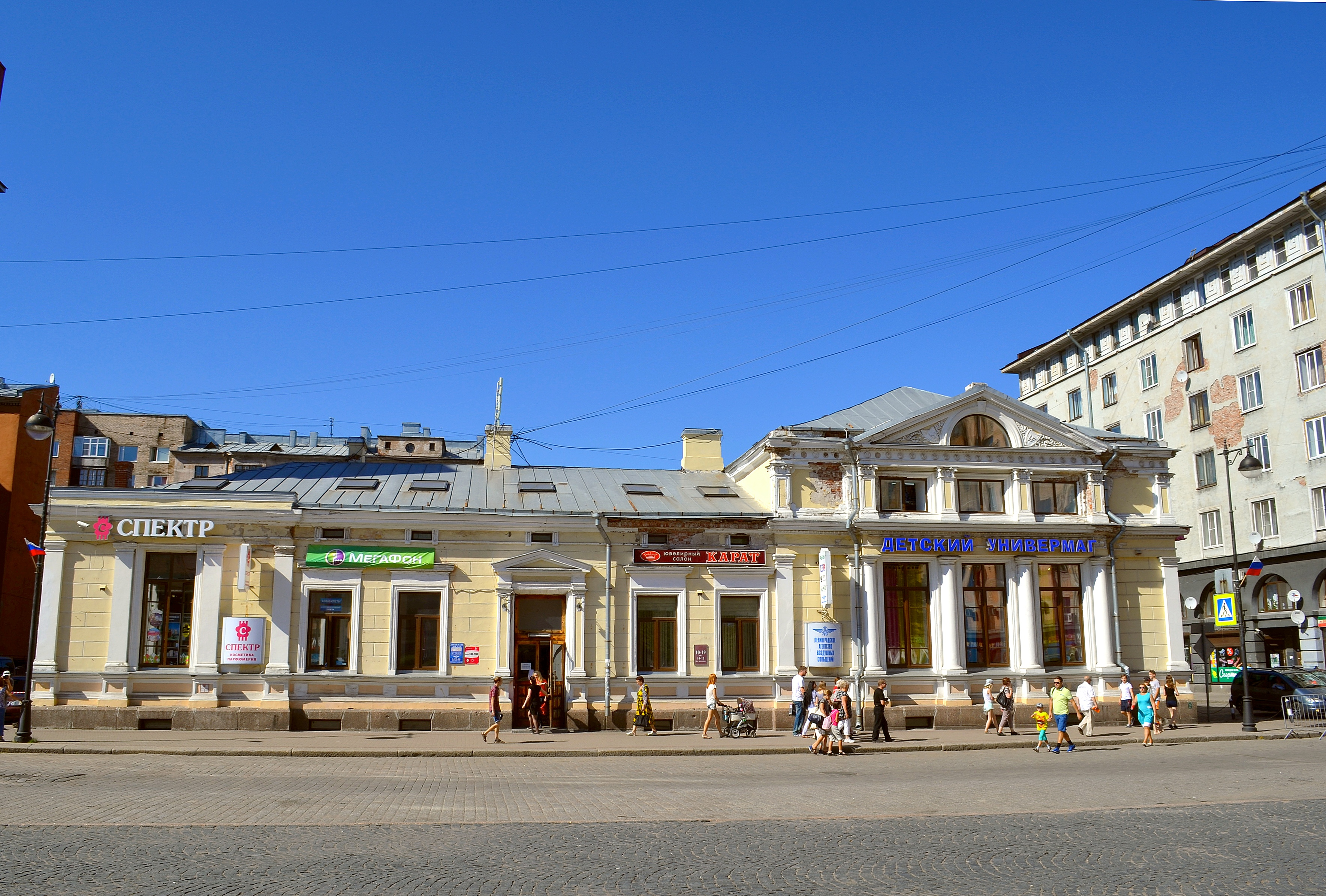
Ресторан общества трезвости (1890)
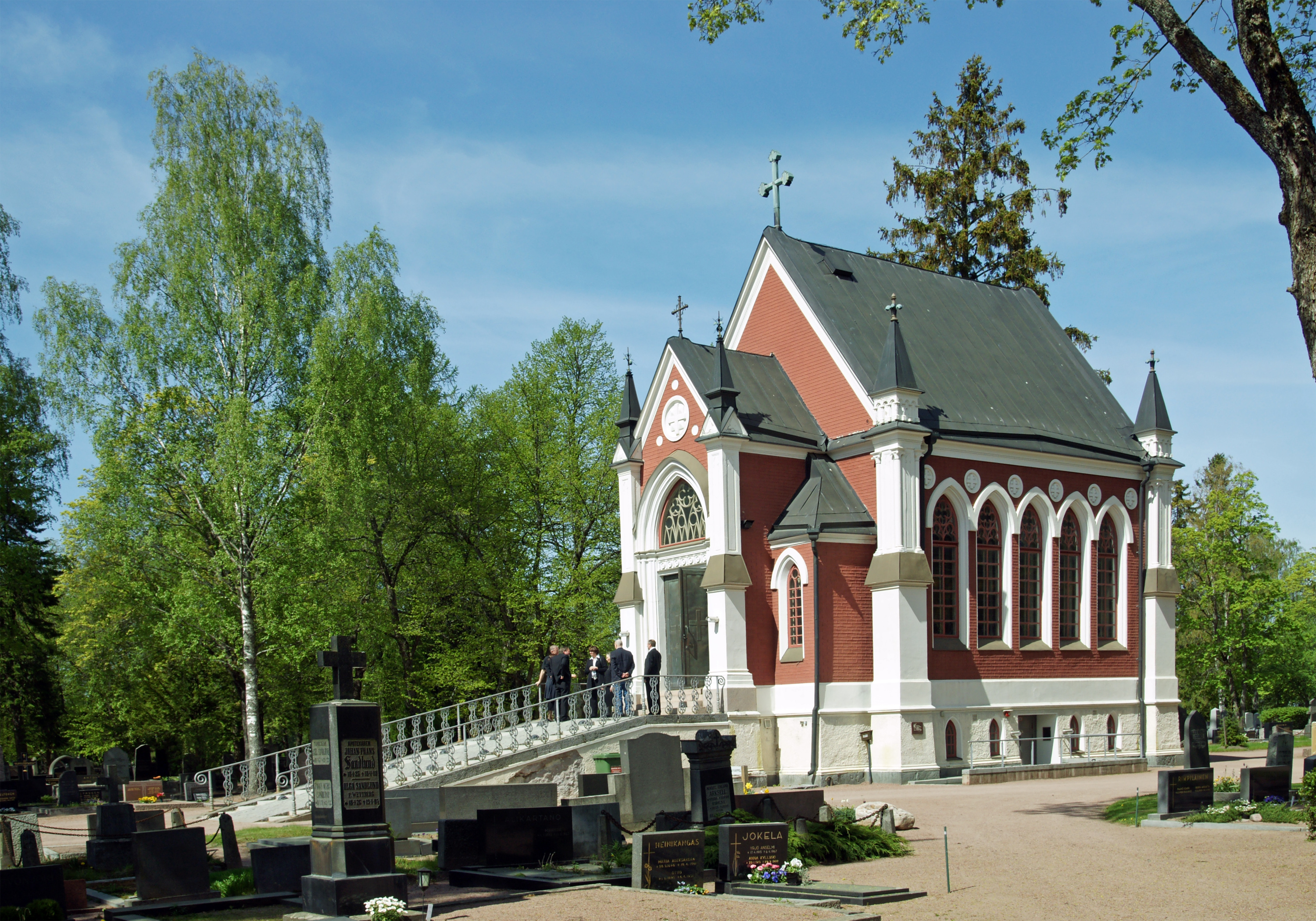
Капелла Кяппяря (Пори, 1892)
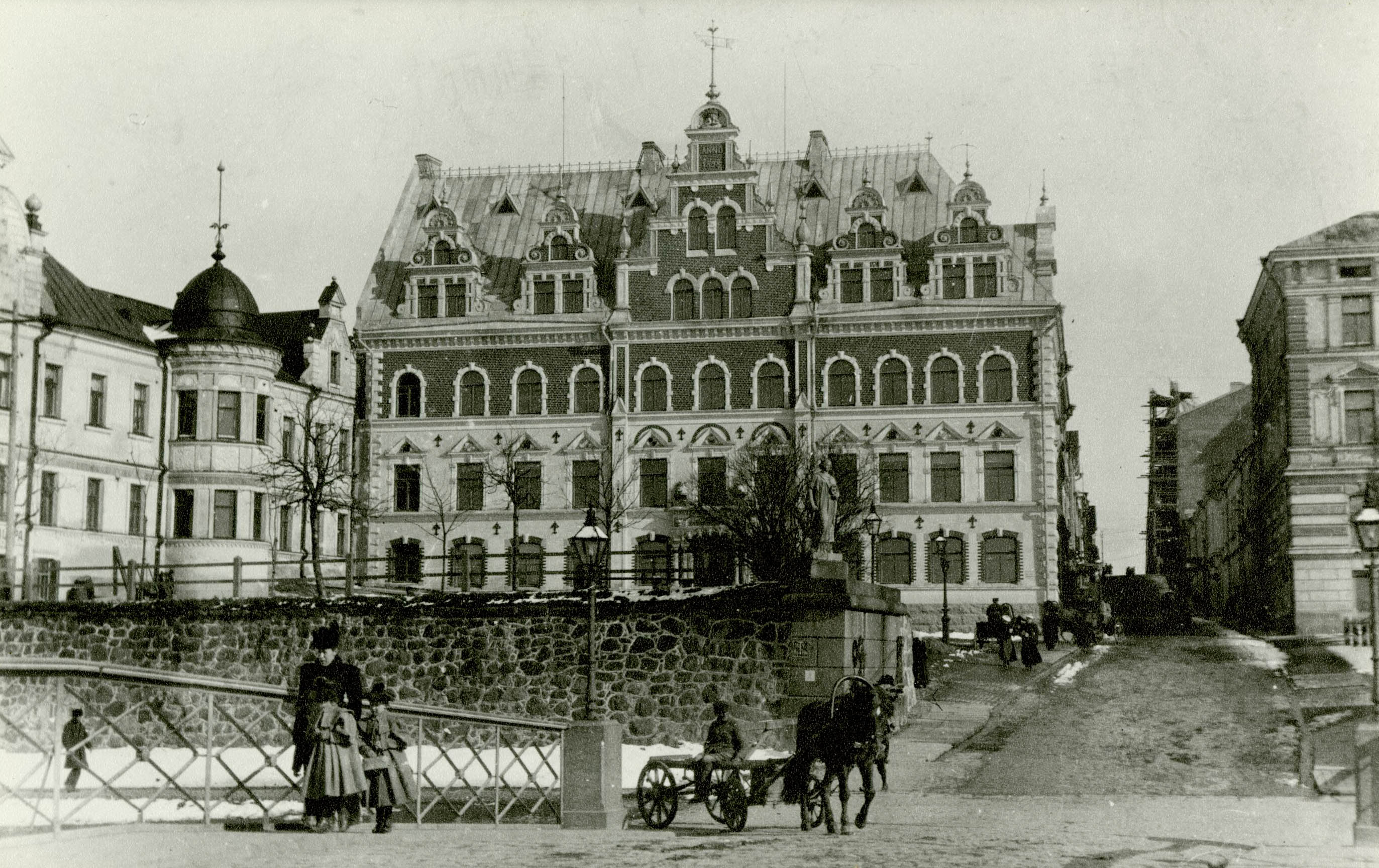
Выборгская ратуша (1898)
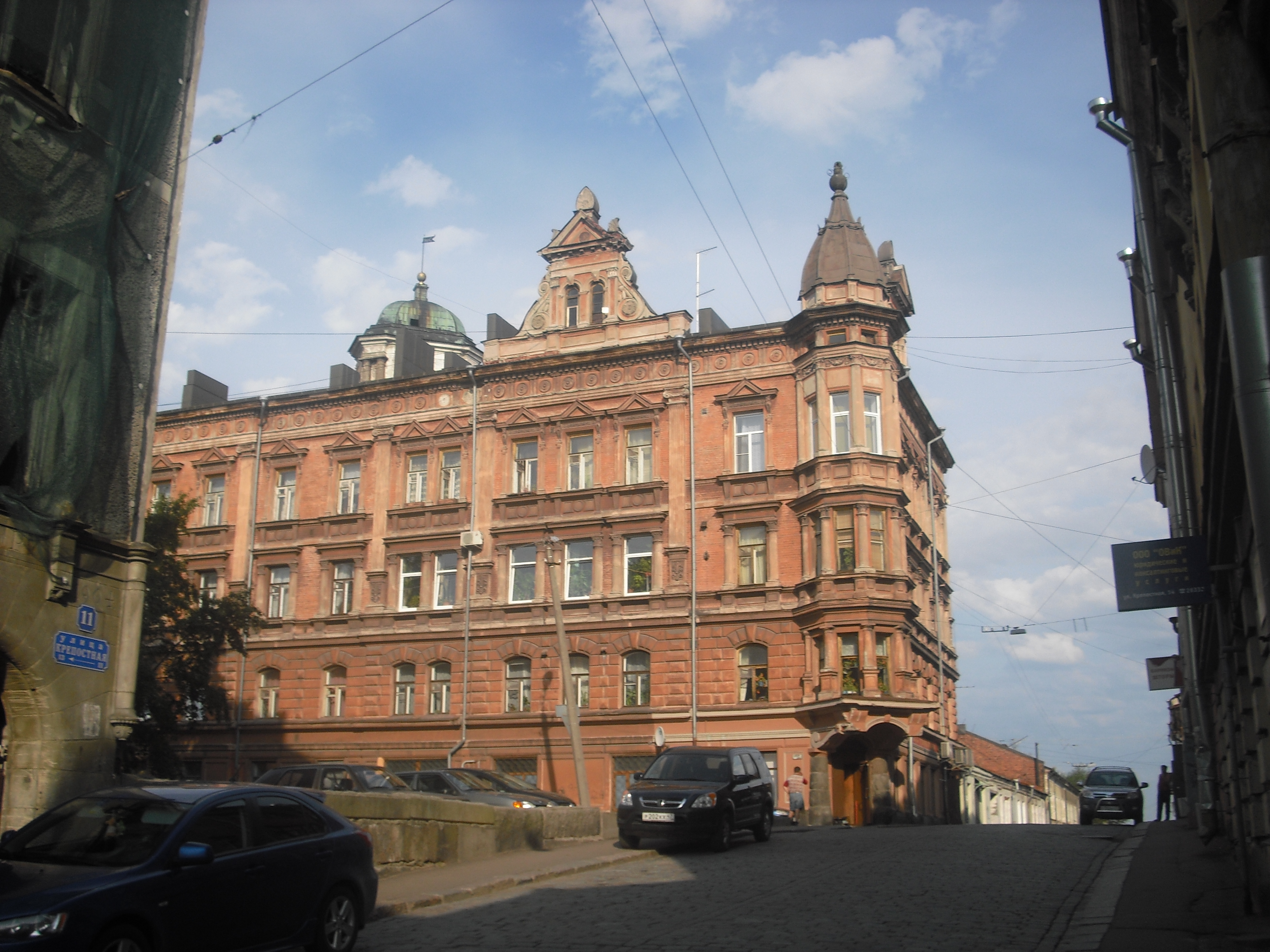
Доходный дом купца Буттенгоффа (Выборг, 1898)
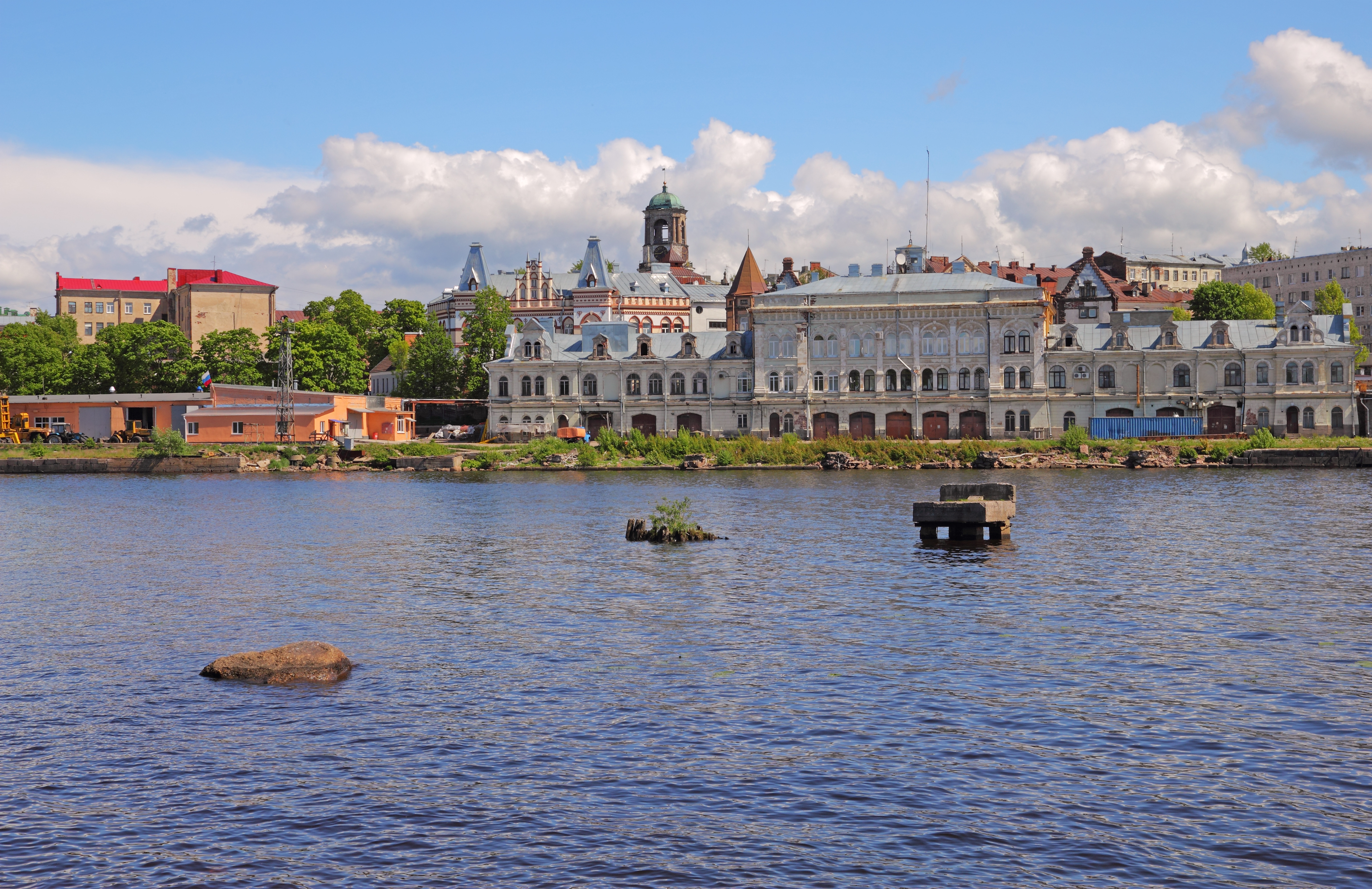
Управление Выборгского порта (бывшее здание таможни, 1898)
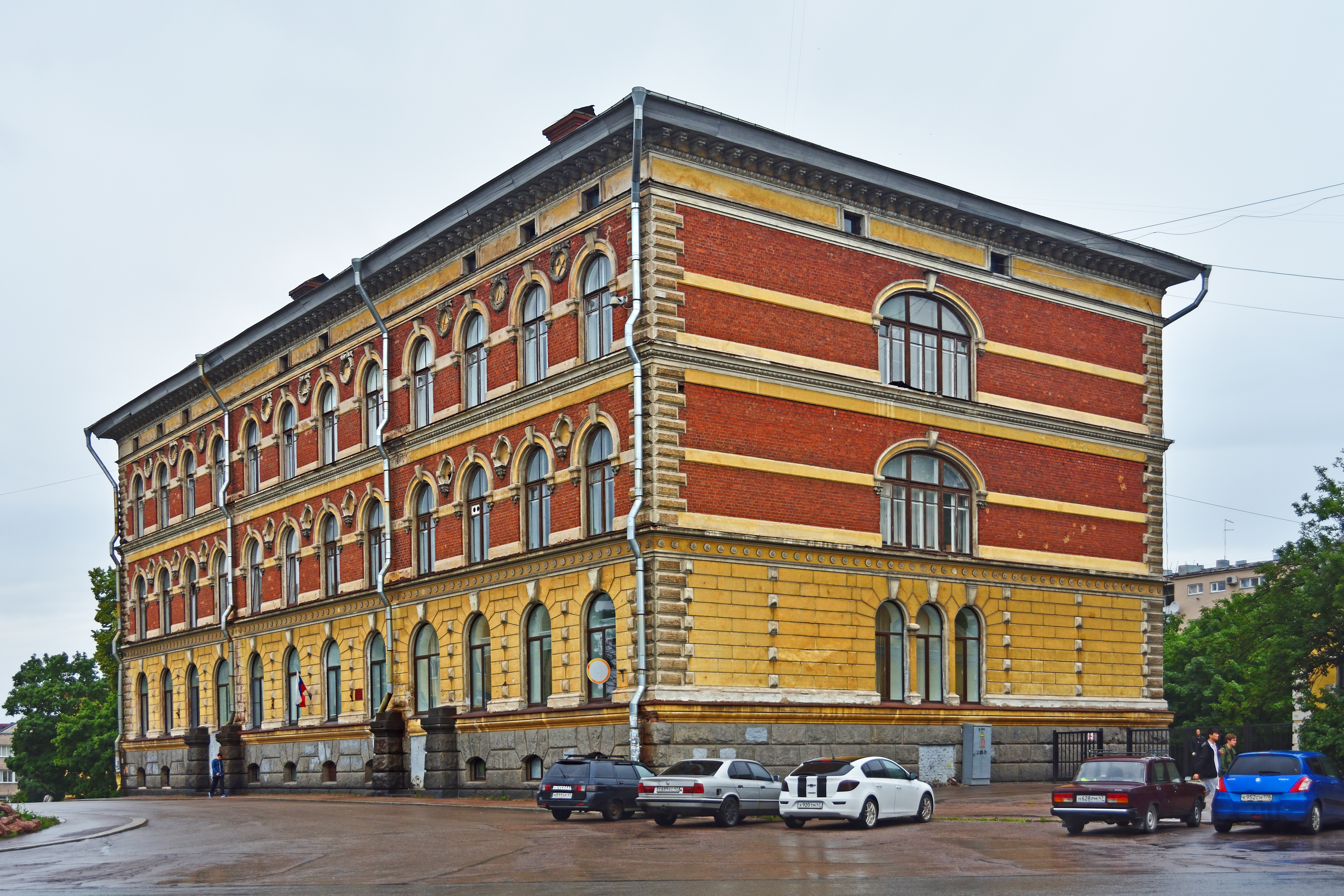
Репольская народная школа (Выборг, 1901)
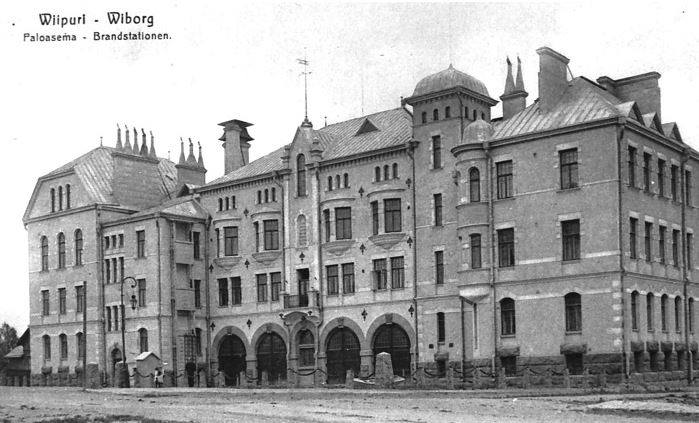
Выборгское пожарное депо (1906)
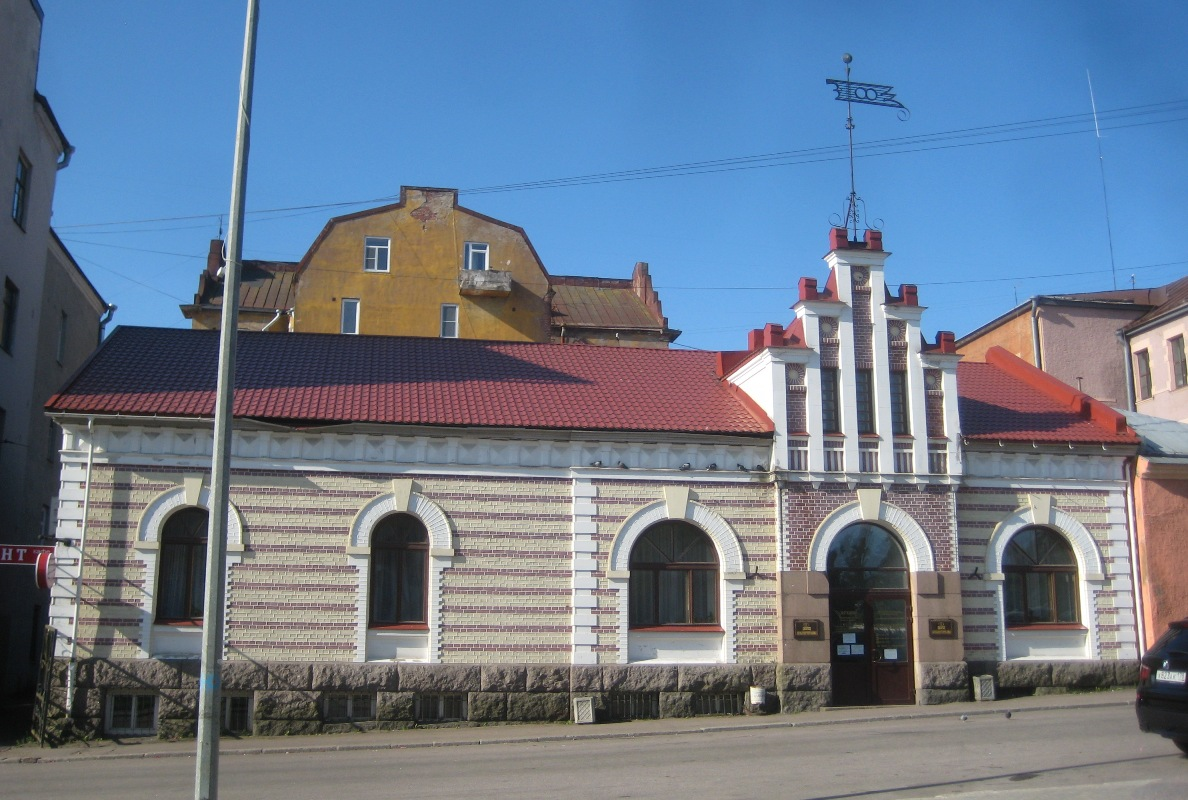
Отделение полиции II участка (1909)